# Armata Revoluționarilor
Armata Revoluționarilor (în arabă جيش الثوار, translit. Jayš al-Thuwwār), sau Jaysh al-Thuwar, este o coaliție rebelă armată multietnică din Siria, aliată în special cu Unitățile de Apărare a Poporului (YPG), care participă în Războiul Civil Sirian ca parte a Forțelor Democratice Siriene (FDS).
Înființată în mai 2015, coaliția este prezentă în cinci guvernorate, iar printre membrii săi se numără arabi, kurzi și turkmeni. Având drept scopuri declarate lupta împotriva guvernului sirian și Statului Islamic în Irak și Levant (SIIL), era de așteptat ca Armata Revoluționarilor să devină una din cele mai relevante grupări din nordul Siriei, consolidând spectrul democratic al forțelor rebele antiguvernamentale. A fost considerată „un pion important” în guvernoratele Alep, Hama, Idlib și Latakia.
În timp ce Jaysh al-Thuwar se consideră parte a opoziției siriene și a refuzat programul american pregătire și înzestrare, dorind să poată acționa liber atât împotriva guvernului sirian, cât și împotriva SIIL, gruparea a fost tot timpul aliată cu YPG. Din această cauză, Armata Revoluționarilor nu a primit sprijin militar și logistic turcesc, a respins înființarea Grupului Prietenilor Siriei și a devenit implicată în conflicte armate deschise cu grupări islamiste rebele din cadrul opoziției siriene.
Drept urmare, Jaysh al-Thuwar s-a retras din teritoriile deținute de rebeli și și-a adâncit legăturile cu YPG. În octombrie 2015, a devenit unul dintre membrii fondatori ai Forțelor Democratice Siriene, integrându-se din ce în ce mai mult în liniile comune de acțiune ale FDS împotriva SIIL și a altor forțe islamiste.

## Istoric

### Înființare

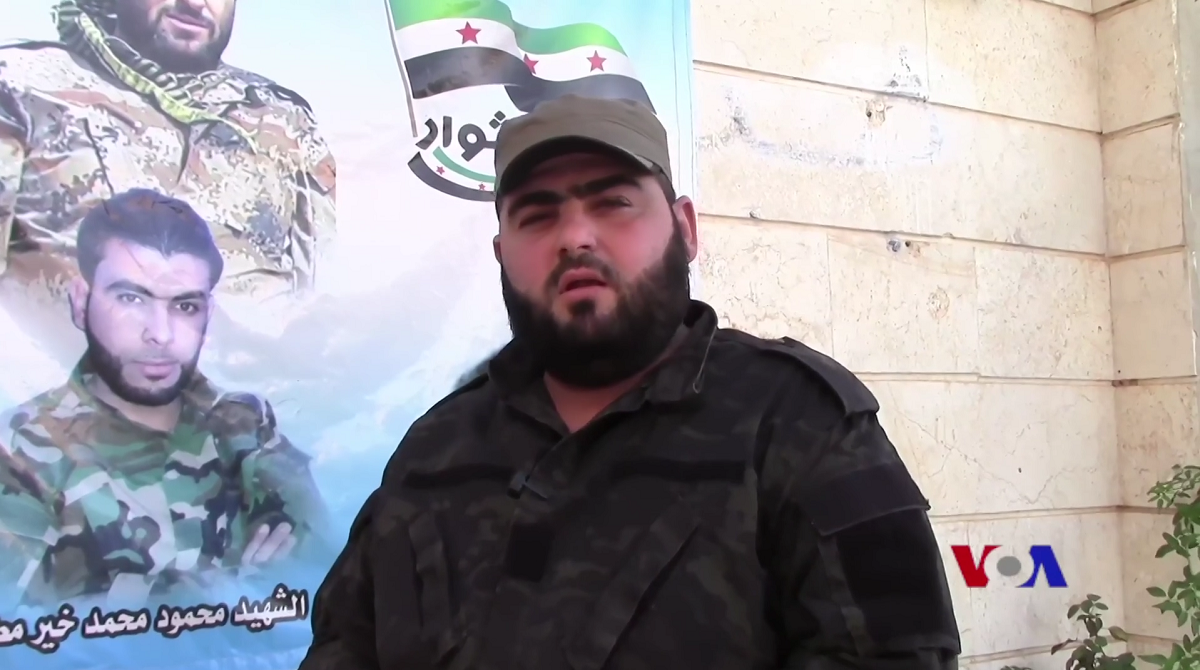
Abdul Malik Bard, pseudonim de luptă „Abu Ali”, comandant general al Armatei Revoluționarilor până la sfârșitul anului 2016.
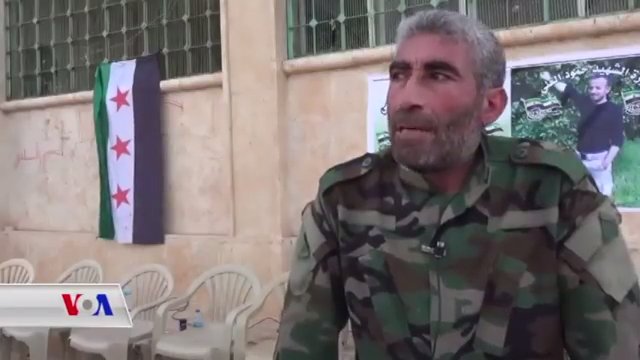
Ahmed Mahmoud Sultan, pseudonim de luptă „Abu Araj”, comandant general al Armatei Revoluționarilor începând cu sfârșitul anului 2016.

Pe 3 mai 2015, unele din fostele facțiuni membre ale ramurilor nordice ale Mișcării Hazzm și Frontului Revoluționarilor din Siria, împreună cu Jabhat al-Akrad, Batalionul Soarele Nordului (principalul grup component al Brigăzilor Zorii Libertății) și grupări mai mici din Armata Siriană Liberă, au pus bazele Armatei Revoluționarilor. În același timp, mulți din membrii nordici ai Mișcării Hazzm și Frontului Revoluționarilor din Siria s-au alăturat Frontului Levantului.
Într-o publicație din octombrie 2015, Institutul pentru Studii de Război din Washington D.C. considera Jaysh al-Thuwar drept „un pol potențial de putere” în Guvernoratul Alep, unde era parte a  comandamentului central comun Vulcanul Eufratului, precum și în guvernoratele Hama, Idlib și Latakia, dar nu și în Homs.
Grupările fondatoare ale Armata Revoluționarilor, pe 3 mai; formațiunile evidențiate cu caractere italice s-au retras ulterior din coaliție:
- Frontul Kurd
- Batalionul Soarele Nordului
- Brigada 99 Infanterie (fostă membră a Frontului Revoluționarilor Sirieni)
- Brigada 455 Operațiuni Speciale
- Regimentul 777 (fost membru al Brigăzii Farouq)[12]
- Brigada Sultanul Selim (parte a Brigăzilor Turkmenilor Sirieni)[12]
- Uniunea Revoluționarilor din Homs[12] (a părăsit alianța în februarie 2016 și s-a alăturat Diviziei Sultanul Murad în 2017)[18]

### Grupări care s-au alăturat ulterior
Pe 7 mai 2015, 5 grupări rebele cu bazele în sudul Guvernoratului Idlib s-au alăturat Armatei Revoluționarilor:
- Compania Martir Yusuf al-Quzhul
- Compania Furtuna Sudului
- Compania Vulturii Sunnei
- Compania Legământului Sincer
- Compania Luptătorilor pentru Dreptate

Alte grupări; cele evidențiate cu caractere italice au părăsit ulterior Armata Revoluționarilor:
- Brigada Martirilor Atarib (s-a alăturat ulterior Armatei Mujahedinilor în mai 2016, fostă componentă a Mișcării Hazm și Brigăzilor Farouq)
- Brigada Urmașilor lui Osman (s-a alăturat ulterior comandamentului central Houla, în octombrie 2015)
- Mișcarea Revoluționară Fedain (s-a alăturat ulterior comandamentului Jaysh al-Nasr în august 2015, a părăsit Jaysh al-Nasr când aceasta a devenit o grupare unită, în octombrie 2015)
- Brigada 313 – Oamenii liberi din Aqrab (s-a alăturat ulterior comandamentului central Houla, în octombrie 2015)
- Brigada Selgiucidă (fostă membră a Brigăzii Șahul Soliman)
- Brigada al-Qa'qa' (fostă membră a Frontului Revoluționarilor Sirieni, a părăsit Armata Revoluționarilor și a fost redenumită Brigada Democratică a Nordului, în 2016)[21][22]
- Resturi ale Diviziei 30[20]
- O unitate a Brigăzii Șoimilor de Munte, alcătuită din 50 de luptători staționați în orașul Deir Jamal, a defectat în Armata Revoluționarilor în timpul ofensivei din nordul Alepului, deși comandantul ei a fost capturat la scurtă vreme de un alt grup rebel.[23]

### Actualele grupări membre
- Frontul Kurd
  - Batalionul Revoluționarilor din Tel Rifaat[24]
  - Frontul Feminin din Shahba[25][26][27]
- Resturi ale Diviziei 30[20]
- Brigada Selgiucidă
  - Brigada Martirilor Turkmeni din Hammam
- Batalionul Martir Qasim Areef[28]
- Brigada Comandourilor din Homs
- Brigada 99 Infanterie
- Brigada 455 Operațiuni Speciale
- Forțe tribale[29][30]
- Brigada Scutul Revoluționar[31]

### Bătălii și prezențe teritoriale

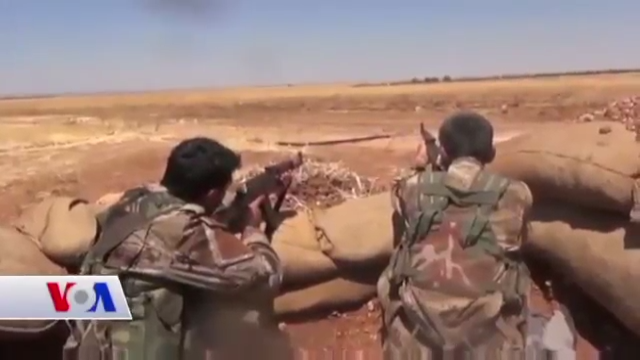
Luptători ai Frontului Kurd, parte a Jaysh al-Thuwar, lângă orașul Herbel, în iulie 2016.

Jaysh al-Thuwar nu a aplicat pentru programul american de pregătire și înzestrare, deoarece acesta se adresează grupărilor care luptă doar împotriva Statului Islamic. Ulterior, Armata Revoluționarilor a publicat videoclipuri cu formațiunile sale luptând atât împotriva armatei guvernamentale siriene, în Alep și în buzunarul din nordul Guvernoratului Homs, cât și împotriva SIIL, în Mare', Kobanê și nordul Guvernoratului Raqqa.
Armata Revoluționarilor controla teritorii la vest de Azaz, la granița cu Cantonul Afrin deținut de kurzi, și a susținut că este prezentă în cartierul Rashidin din Alep, în zonele Tell Malah și Câmpia al-Ghab din nordul Guvernoratului Hama, și că are celule infiltrate în zona Manbij.
Nici Turcia nu a luat în considerare sprijinirea Armatei Revoluționarilor. Înzestrată cu armament considerat „insuficient inclusiv după standardele siriene”, coaliția a început să se dezintegreze.
În iulie 2015, luptătorii Diviziei 30 s-au retras din teritoriul controlat de Armata Revoluționarilor la vest de Azaz, după ce au fost atacați de Frontul al-Nusra. Acest eveniment a condus la lupte între Armata Revoluționarilor și Frontul al-Nusra.
Pe 29 august 2015, 30 de luptători ai grupării au absolvit un curs de pregătire militară într-o tabără de instrucție aflată la vest de Azaz, denumită după Alaa Ajabu, fostul comandant general al Frontului Kurd, care fusese ucis în luptă în confruntările cu Statul Islamic de lângă Azaz, în februarie 2014.
Pe 13 februarie 2016, Mișcarea de Eliberare a Homsului a declanșat ostilități împotriva Armatei Revoluționarilor. Acestea au condus la dezertarea a două grupări afiliate Armatei Revoluționarilor în Homs: Uniunea Revoluționarilor din Homs și Regimentul 777. Drept urmare, Armata Revoluționarilor a încetat să mai opereze în Guvernoratul Homs. Totuși, un comandant al Mișcării de Eliberare a Homsului a afirmat că unii rebeli din Homs încă întrețin legături secrete cu Jaysh al-Thuwar, dar a refuzat să numească public grupurile, acuzându-le că „l-au înșelat” și că „nu cunoaște natura a relației numitei Armate cu inamicii revoluției”.
Jaysh al-Thuwar susține că menține o prezență în Guvernoratul Idlib. Orient News a afirmat că gruparea are celule în Ariha, care organizează asasinate și „operațiuni de răpire” în regiunea Idlib, iar 12 astfel de agenți ai Jaysh al-Thuwar ar fi fost capturați de Armata de Cucerire, în martie 2016.

### Integrarea în Forțele Democratice Siriene

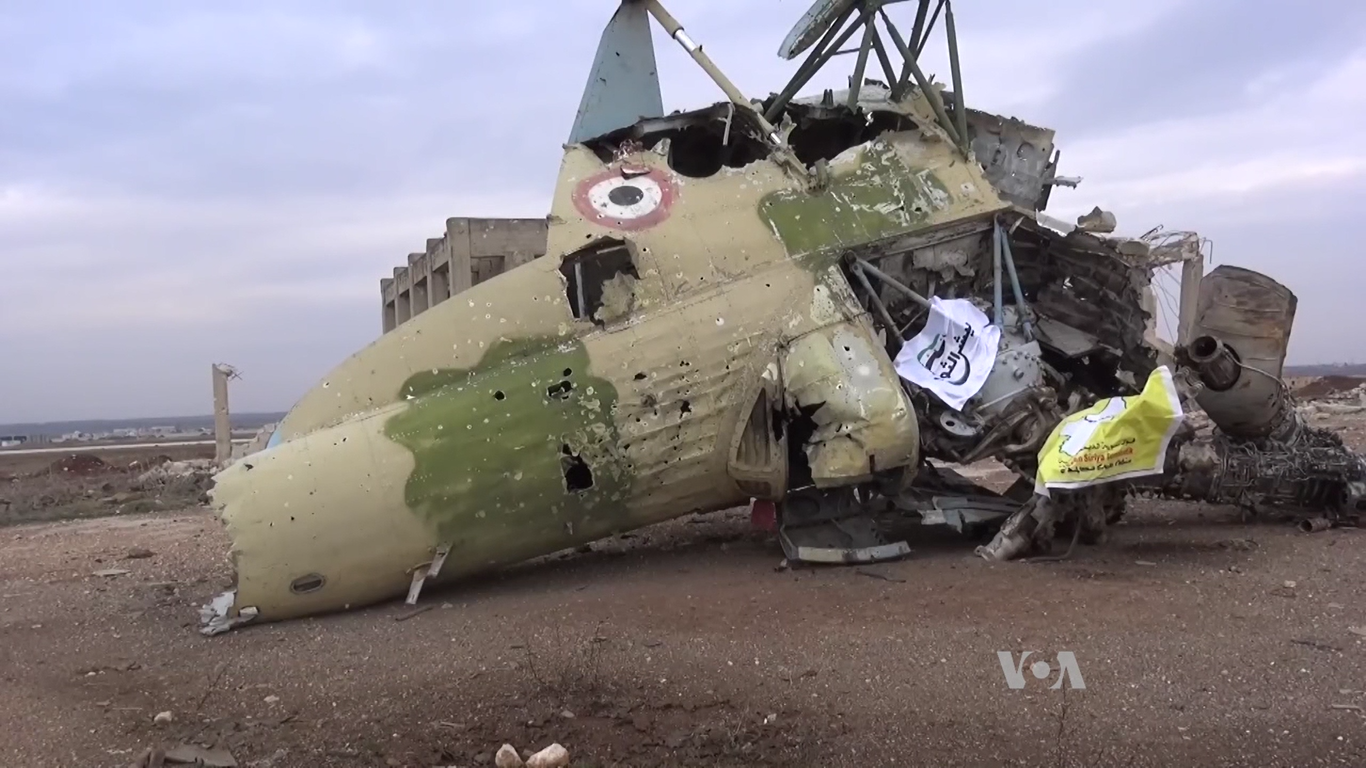
Drapele ale Armatei Revoluționarilor și FDS pe epava unui avion al Forțelor Aeriene Siriene în baza aeriană Menagh, februarie 2016.

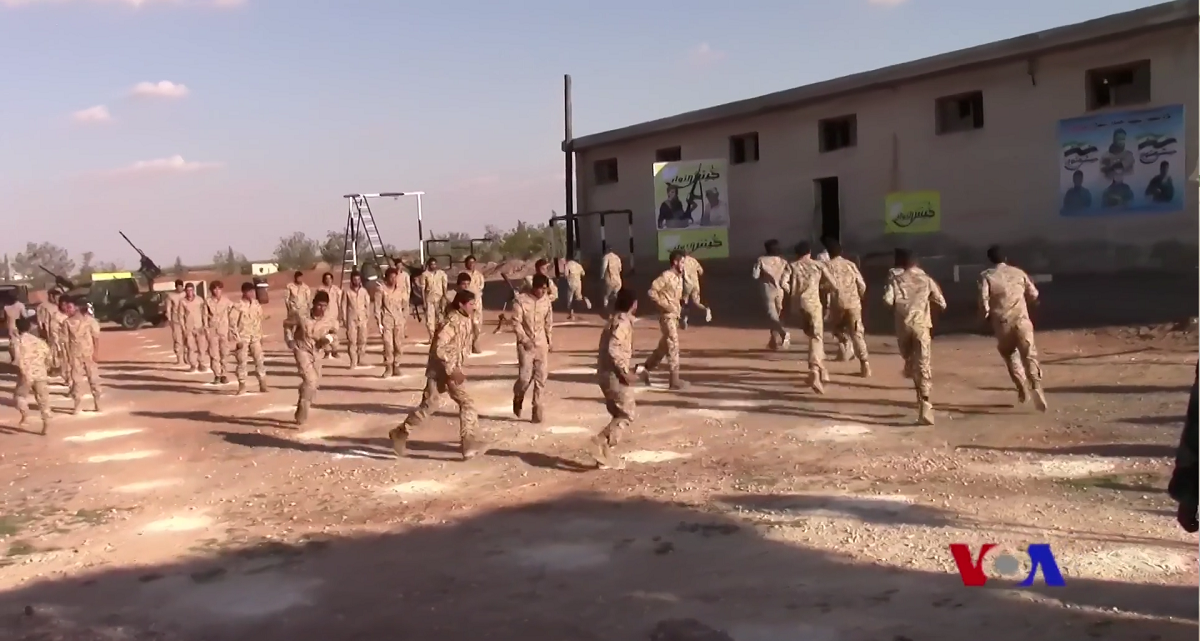
Tabără de antrenament a Armatei Revoluționarilor în octombrie 2017.

În ciuda negării ocazionale, coaliția rebelă a fost mereu aliată strâns cu Unitățile de Apărare a Poporului (YPG) ale kurzilor din Siria. Din această cauză, coaliția a fost privită cu neîncredere de facțiunile rebele islamiste și a devenit implicată în conflict deschis cu islamiștii radicali precum Frontul al-Nusra, ramura siriană a al-Qaeda.
Accentuându-și legăturile cu YPG și cu alte facțiuni care luptau împotriva Statului Islamic, Armata Revoluționarilor a devenit membră fondatoare a Forțelor Democratice Siriene, în octombrie 2015. Inițial, doar ramura din estul Siriei a grupării a fost parte a FDS. Pe 17 noiembrie 2015, 15 grupări rebele conduse de Armata Revoluționarilor au înființat filialele FDS în Alep și Idlib. Ulterior, grupările componente au devenit implicate în confruntări cu Frontul al-Nusra, Ahrar al-Sham și facțiunile islamiste ale Fatah Halab și Centrului de Comandă Mare'. În timpul acțiunilor militare, doi luptători ai Jaysh al-Thuwar au fost decapitați de Frontul al-Nusra. Conform observatorilor, Armata Revoluționarilor și-a restrâns apoi prezența din alte zone deținute de rebeli și s-a concentrat pe frontul comun al Forțelor Democratice Siriene.
De la înființarea FDS, grupări adiționale cu diferite efective s-au alăturat Jaysh al-Thuwar și facțiunilor sale.
Pe 21 ianuarie 2017, Armata Revoluționarilor a eliberat 74 de prizonieri de război ai forțelor rebele rivale. Pe 11 martie 2017, după negocieri între Alianța Națională Democratică Siriană, consiliul politic al orașului Idlib, și Armata Revoluționarilor, a fost eliberat un al doilea contingent de 80 de prizonieri.
La începutul lunii august 2017, fostul comandant al Armatei Revoluționarilor, Wissi Hijazi („Abu Uday Menagh”), care a avut anterior o contribuție la capturarea localității Menagh și a bazei militare aeriene Menagh în timpul ofensivei din nordul Alepului și a fost ulterior implicat într-un scandal referitor la o fată de etnie kurdă, a defectat la Divizia Sultanul Murad, parte a Armatei Siriene Libere pro-turce. Ca motiv pentru acțiunea sa, el și-a exprimat opoziția față de presupusa colaborare dintre Forțele Democratice Siriene și guvern. Totuși, defectarea sa nu a fost acceptată de Consiliul Revoluționar din Menagh, altă facțiune a Armatei Siriene Libere pro-turce, care a făcut publică intenția de a-l ucide. Drept răspuns, Armata Revoluționarilor a publicat o declarație în care se afirma că Hijazi fusese deja expulzat din grupare în mai 2016.
Într-un interviu din 28 august 2017, Ahmed Sultan, comandantul suprem al Armatei Revoluționarilor, a negat orice coordonare între gruparea sa și Forțele Siriene de Elită, deși ambele grupări luau parte la Bătălia de la Raqqa. În timpul interviului, Sultan a mai declarat că Armata Revoluționarilor este gata să lupte în Deir ez-Zor împotriva SIIL și în Idlib împotriva al-Qaeda. În ianuarie 2018, Armata Revoluționarilor a făcut public faptul că luptă alături de YPG/YPJ împotriva invaziei turce din Afrin.